# 原子理論

依据當今的理論模型，原子由一個致密的原子核與包圍原子核的電子雲构成。

原子理论（英語：atomic theory）又称原子說、原子論，是物理学与化学中有关物质本质的科学理论，其主张物质是由一个个离散单元——原子——所构成，与物质无限可分的概念相反。
原子起初是自然哲学中的概念。西方对于原子的称呼来自于古希臘語：，拉丁語：（意为：uncut，indivisible；不可分割的）。而中文中，原子早前的译名“莫破”:p.15也来源于此 。原子这一概念由于与基督教教义抵触一度被弃置:p.8，直到近代才被重拾。
18世纪末，在化学领域里，人們发现物质在化学变化过程中一系列可確切描述的规律。這为原子理论成为一个科学理论提供了实验依据。19世纪初，道尔顿提出了他的原子理论来解释化学中的现象。而有关原子是否真实存在的争论，直到20世纪初爱因斯坦从分子运动论角度解释布朗运动，并得到实验验证后，才真正得到肯定答案。
19世纪末至20世纪初，物理学家通过一系列与电磁学和放射性有关的实验发现，原本认为“不可分割”的原子实际上是由一系列的亚原子粒子（主要有电子、质子和中子）构成的，而这些粒子可以各自独立存在。由于原子被发现是可分的，物理学家随即引入了一个新术语“基本粒子”以描述原子各个组分。20世纪上半叶，伴随着对于原子结构认识的深入以及物理学界的量子革命，现代原子理论模型被逐步建立起来。

## 哲学

### 古代
自然哲学中的原子论在许多文化中都有记述。中国的墨子曾提出物质分割到一定程度就不能再分割下去了。而在西方，关于原子的哲学概念可以追溯至古希腊的哲学家，如德谟克利特、留基伯、伊壁鸠鲁。古印度也存在原子论者，如耆那教开创者大雄。而古希腊的和古印度的原子论之间的关系，是各自独立出现还是彼此间有影响，仍存在争议。
原子论者认为世界是由两个基本部分，原子和虚空，组成。原子不可破坏且不会变化，并且存在有无数种具有不同形状和大小的原子。它们在虚空中运动，互相碰撞。有时多个原子可能会形成一个集群，而宏观世界物质的多样性来源于集群内部原子的种类及排列方式的不同。

### 概念的重拾
古希腊哲学中的原子概念由于其与基督教中认为上帝是肉体和灵魂的创造者的理念相抵而被弃置数个世纪。期间偶有恢复原子论的尝试，但都在教会的高压下失败:p.8。15世纪初，古希腊原子论著作残片被发现，被意大利学者带回意大利传抄，于15世纪下半叶出版，并于17世纪被译成法语、英语广为流传。“原子”作为一个自然哲学概念，在皮埃尔·伽桑狄、弗朗西斯·培根、罗伯特·波义耳、伽利略·伽利莱等人的努力下得以重拾。
艾萨克·牛顿是一个原子论者，并将原子这一概念引入他的科学研究。他对于质量給出定义，提出了物质组成粒子说、光的微粒说以及质点和质点系等理论模型，這都与他对于原子论的信仰有关。牛顿将原子论运用于科学研究，這也是后世科学研究中对于原子论利用的发端。
18世纪，罗杰·博什科维奇基于牛顿的粒子说和力的概念以及莱布尼茨的单子论提出了他的原子论。他提出了原子间的相互作用力与它们间距离的波动关系，并提出了相互作用力的数学模型。博斯科维克的原子论被后世广泛运用，例如对于构成化合物的粒子为何能被分开的解释。

## 近代理论

### 原子-分子学说

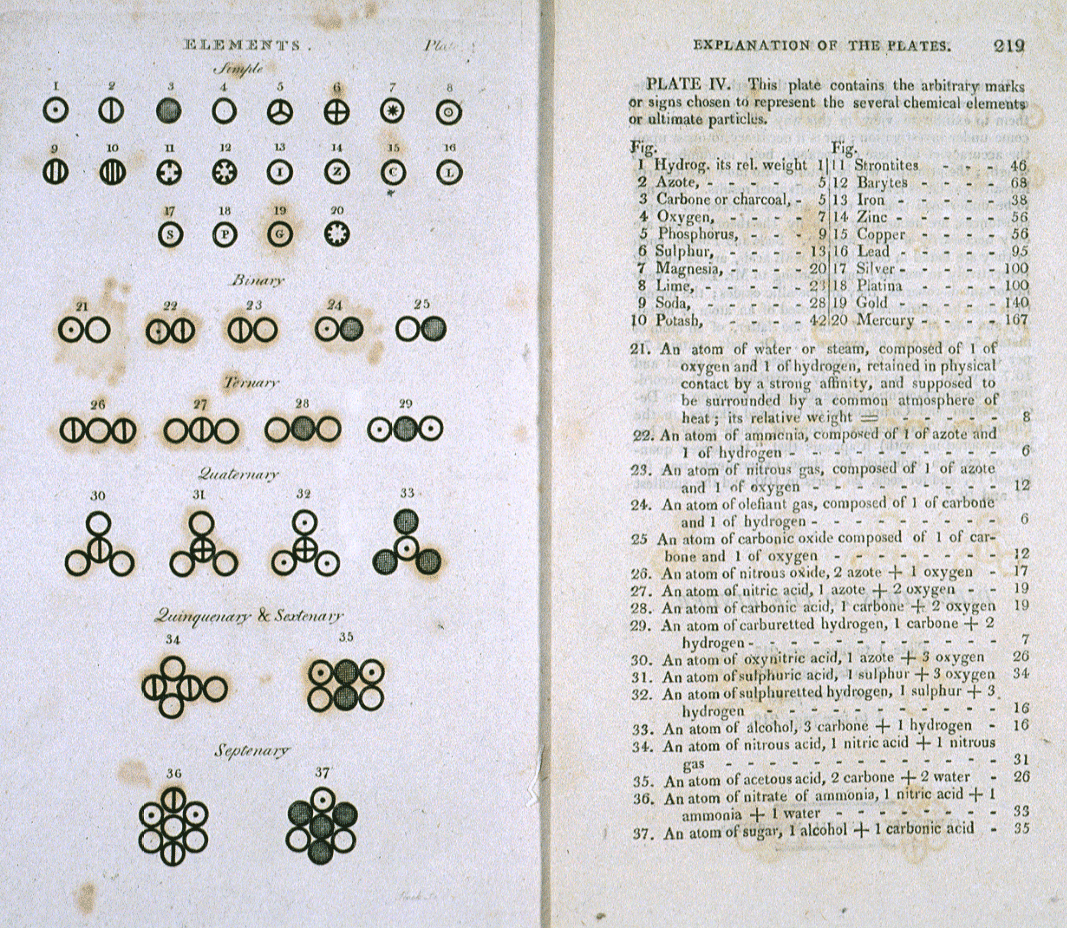
道尔顿在他的《化学哲学的一种新体系》（A New System of Chemical Philosophy）（1808）描绘的各种原子和分子

18世纪末，在没有涉及原子理论的概念条件下，在化学领域，发现了两条有关化学反应的规律：
1. 化学反应前后反应体系的总质量不变，也就是说反应物与生成物的质量相等，即质量守恒定律[11]。
2. 无论一种反应物的量有多少，反应前后组成它的各种元素的质量的比例总是保持不变，即定比定律[12]。

这两条规律为原子理论成为一个科学理论提供了实验依据:p.10。
约翰·道尔顿基于牛顿的原子论在他1808年发表的《化学哲学的新体系》中提出了他的原子理论:p.10：
1. 所有的化学元素都是由一种非常小的粒子组成，即原子，这些粒子無法藉由化学方法进一步的分割。
2. 同种元素的原子具有相同的大小，质量和性质。不同元素的原子是不同的，即元素性质由组成它们的原子决定。
3. 如果两种元素能形成多于一种化合物，在一种元素的质量一定时，各种化合物中的第二种元素质量的比例会是一个简单整数比，即倍比定律[13]。

道尔顿根据他的原子理论，依据元素在化合物中质量比，以氢元素的质量为基准，来估计它们的原子量。但他存在一些与现今公认事实不相符的概念：1.将元素的单质视为由元素的原子构成。2.两种元素间形成的最简单的化合物分子是由每种元素的一个原子构成（所以他认为水的分子式是HO，而非H2O）。另外，他进行实验所使用的仪器很粗陋。这些因素造成他所得到的测量结果与现在的公认值有一定的偏差。例如，1803年，他认为氧原子的质量是氢原子的5.5倍，因为他对於水做测量发现每得到1g的氢会得到5.5g的氧，并坚信水的分子式是HO。1806年，他又将氧的原子量修正为7。而如果依据水现在公认的分子式，氧原子和氢原子的质量比则为16:1。
1811年，阿莫迪欧·阿伏伽德罗从原理上对于道尔顿的理论进行了修正。阿伏伽德罗提出分子是决定物质性质的最小微元，分子是由原子构成的:p.12。阿伏伽德罗所做出的修正划清了分子和原子概念间的区别，并与道尔顿的原子理论形成了解释物质微观构成的原子—分子学说。
道尔顿的原子理论并没有涉及到原子本身结构的讨论。有关原子本身结构的现代原子理论模型，直到基本粒子被发现以及量子的概念被引入后才被逐步建立。:p.242

### 分子运动论的验证
由于分子和原子本身难以观测，19世纪，许多物理学家对于原子本身存在与否表示质疑，如恩斯特·马赫和威廉·奥斯特瓦尔德。
1821年，约翰·赫帕斯提出了气体的内能与气体分子的动能有关系:p.17。随后，奥古斯特·卡尔·克罗尼格、鲁道夫·克劳修斯、詹姆斯·克拉克·麦克斯韦、路德维希·玻尔兹曼等人发展了分子运动论。这一理论从假设气体是由不断碰撞彼此或器壁的原子构成的出发，解释了气体的宏观性质，如压强、比热、粘性。而分子运动论为支持原子真实存在提供了理论支持。:p.8
1827年，英国植物学家罗伯特·布朗观察到飘浮在水中花粉迸出之微粒(並非花粉本身)会不停地做表面上无规则的运动，即布朗运动。1905年5月，阿尔伯特·爱因斯坦发表了《热的分子运动论所要求的静液体中悬浮粒子的运动》，从分子运动论的角度，将布朗运动归因于水分子对于花粉迸出之微粒不停的撞击，并构造了一个数学假想模型去描述它。这个数学模型于1908年得到了法国物理学家让·佩兰的实验验证，使有关原子是否真正存在的争论结束:p.iv。而对于原子理论的实验验证也是让·佩兰1926年获得诺贝尔物理学奖原因之一。

## 现代模型

### 亚原子粒子的发现
在约瑟夫·汤姆孙1897年通过对于阴极射线的研究发现电子前，原子一直被认为是物质的最基本组分。
克鲁克斯管是内部装有两个由真空隔开的电极的密封玻璃容器，当在电极间加上电压时，会产生阴极射线。这种射线会在打在玻璃管另一端时形成一个光点。汤姆孙通过实验发现这种射线除了在磁场中会发生偏折（这一点当时已知），在电场中同样会发生偏折。通过这一点，他得出这种射线不是一种光，而是一种带有负电的、非常轻的的粒子构成的粒子流。他将这种粒子称为“微粒”（"corpuscles"）。这种粒子后来被科学家通常称为“电子”。:p.212-213
汤姆森提出原子是可分的，而微粒是其组分:p.213。为了解释原子整体的电中性，他提出了葡萄干布丁模型，即“微粒”像布丁中的葡萄干一样嵌在原子中（尽管在汤姆孙的模型中它们并非静止的），而正电荷在原子中均匀分布。

### 原子核的发现

金箔实验
上图： 预期结果：α粒子在穿过原子时运动轨迹不会发生明显偏折。
下图：观测结果：少数（尽管极少）粒子感受到集中在原子核的正电荷影响，它们的运动轨迹因此发生大角度的偏折。

1909年，约瑟夫·汤姆孙的学生，欧内斯特·卢瑟福对于葡萄干布丁模型提出了反对意见。他发现一个原子的正电荷和绝大部分的质量都集中于其整体体积中一个极小的部分，而他猜想，集中的位置是原子的正中心。
在金箔实验中，汉斯·盖革和欧内斯特·马斯登在卢瑟福指导下利用α粒子轰击一片金箔，并用荧光屏观测它们运动轨迹的偏折情况。如果电子质量非常小，α粒子动量非常大，而正电荷在原子中像葡萄干布丁模型中假定的那样均匀分布，那么在实验中，所有的α粒子在通过金箔时运动轨迹都不会产生明显的偏折。而令他们惊讶的是，少数α粒子的运动轨迹发生了大角度偏折。因而，可以证实原子的绝大部分质量都集中在其中一个微元中（即“原子核”）。但还不能对这一个微元的电性做出定论，其可以是电中性的，也可以不是。通过库仑定律可以得到，当α粒子经过电中性的质点附近时，运动轨迹并不会发生偏折；但如果这个质点带正电的话，就会发生偏折。而卢瑟福分析，实验的结果证明后者是正确的。:p.214
卢瑟福基于试验的结果提出了原子的行星模型。在这一模型中，电子像“行星”那样环绕在一个体积极小的、集中原子所有正电的原子核周围，因为只有正电荷集中分布才足以产生导致α粒子运动轨迹发生大角度偏折的电场。

### 同位素的发现
1913年，放射化学家弗雷德里克·索迪在对放射性衰变产物进行实验研究时，发现在元素周期表的同一个格内可能包含有不止一个元素。随后玛格丽特·托德创造了“同位素”这一术语来称呼具有这样关系的元素。
同年，约瑟夫·汤姆孙进行了一个实验。实验中他令氖离子流传过电磁场，最终打在一个感光板上。在感光版上有两个光斑，而这意味着存在两种不同的偏转轨迹。汤姆孙将其归结为氖离子流中包含有不同质量的氖离子。而不同氖离子间会存在质量差异这一现象在1932年中子被发现后得到了解释。

### 核子的发现
1917年，卢瑟福用α粒子轰击氮气，并观察到气体中放射出氢核（卢瑟福会注意到这一点，是因为此前他在用α粒子轰击氢气时在产物中也发现了氢核）。卢瑟福提出放出的氢核来自于氮核（实际上，他分裂了氮核）。
而从他自己及他的学生玻尔和亨利·莫斯利的研究工作中，他得知任何一种原子内部的总正电荷总是氢核所带电荷的整数倍。同时，当时测定的许多元素的原子量依据普劳特假定都近似等于氢的原子量整数倍。由此可以看出氢原子是最轻的原子。由此，他总结道，氢核是一种单一粒子并且是所有原子核的一种基本组分。他将这种粒子命名为质子。而通过进一步的实验，卢瑟福发现绝大多数的原子的质量要比其中包含的质子的总质量大得多，他推测多出的质量来源于当时尚未发现的一种电中性的粒子，并将其暂称为“中子”。:p.303
1928年，瓦尔特·博特在用α粒子轰击铍时，发现产生了一种具有高穿透性，且电中性的射线。随后发现这种射线照射石蜡时，可以放射出质子。起初，它被认为是高能γ射线，因为γ射线可以类似地将金属中电子轰出。但詹姆斯·查德威克发现，如果它是一种电磁辐射，那么在至少满足能量和动量守恒条件下，它的电离作用过于强勁。1932年，查德威克用这种射线照射几种元素的单质，如氢气、氮气，通过测量反冲的带电粒子所带能量，他推断这种射线实际上是由一种电中性的粒子构成；这种粒子并不像γ射线那样静质量为零，而是具有与质子相似的质量。由此，他提出这种粒子就是卢瑟福所预测存在的“中子”。:p.304而由于发现了中子，1935年，他获得了诺贝尔物理学奖。

### 量子概念的初步引入
原子的行星模型有两个明显缺陷：
1. 电子是带电的，这一点与环绕恒星的行星不同。而依据经典电动力学中的拉莫尔方程，速度不断变化的电荷会发射出电磁波，在这过程中电荷会逐渐散失能量，而行星模型中电子在轨道上运行会发生这一过程，从而螺旋式地靠近原子核，最终在极短时间内撞击原子核。
2. 它并不能解释实验观测得到的原子的发射光谱及吸收光谱中为何会呈现为几个离散峰值的谱线。在经典物理学中，能量是连续变化的，因而光谱应该是连续的。[16]:p.214[27]:p.24

原子的玻尔模型

20世纪初，量子论引起物理学的一场革命。“量子”这一概念最早由马克斯·普朗克引入，用以解释黑体辐射；他提出，能量并非像经典力学中那样连续变化，而是以一个个各自离散的单元，即能量的量子形式发射或吸收。1905年，阿尔伯特·爱因斯坦将这一概念引入到光学，成功解释了光电效应。1913年，尼尔斯·玻尔引用这一概念建立了原子的玻尔模型。在玻尔模型中，电子只能在一系列特定的的轨道上运动，其能量以及角动量也具有一系列特定的、離散的数值，而其轨道半径与它具有的能量成比例。這模型禁止电子發生螺旋式靠近原子核的情形，因为它不能連續性地失去或獲得能量，只能在不同能階间做瞬時跃迁。在发生跃迁时，会發射或吸收具有对应能量的光子。同时，这个模型也为氢原子光谱提供了理论解释。:p.47
玻尔模型存在一定的理论缺陷：它只能解释氢原子的光谱，对于多电子原子的光谱的解释并不成功。随着分光成象技术进一步完善，氢光谱亦出现了玻尔模型所不能解释的谱线。1916年，阿诺·索末菲将玻尔模型中电子的圆轨道推广为椭圆轨道来解释氢光谱新出现的谱线，但这令模型变得复杂、难以应用，并且仍不能用在多电子原子的情形中。:p.58-60

### 量子化的模型

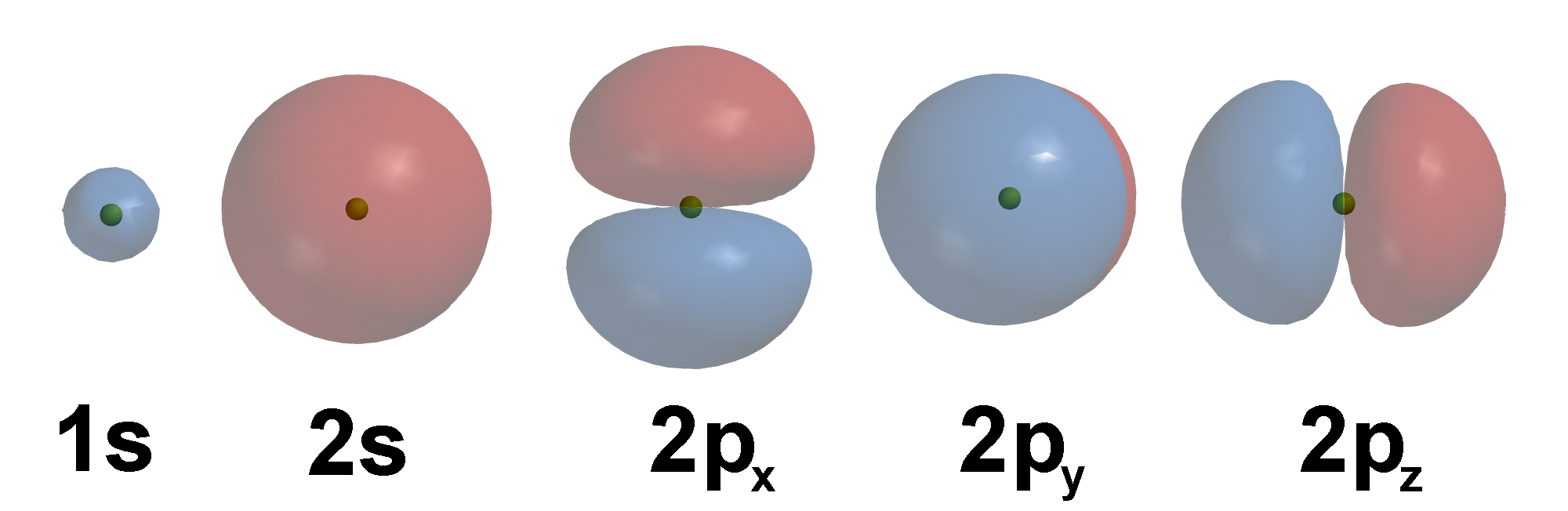
氖原子被填满的五个原子轨道。（以能量递增顺序自左向右排列，后三个轨道具有相同的能量）每个轨道最多可以容纳两个电子，而图中展示的是它们最可能出现的区域。图中的同一轨道所出现的颜色差异表示这一轨道上的电子波函数相位的不同。

1924年，路易·德布罗意提出所有运动的粒子（特别是像电子这样的亚原子粒子）在一定程度上具有波的特征。受到这一想法的启发，埃尔温·薛定谔開始探究电子的运动行為：以波的形式去表述，是否会比以粒子的形式表述更为贴切。而在1926年所发表的薛定谔方程裏，他将电子以波函数的方式去描述，而不再将其表述为点粒子。这种表述方法解释了许多玻尔模型所不能解释的现象。尽管波函数的概念在数学上非常简洁，但是它的物理图像是难以想象的，因而在当时遭遇到一些反对意见。马克斯·玻恩提出波函数描述的不是电子自身的状态，而是它所有可能的状态，因而可用于计算电子在核周围某一位置出现的概率。这调和了两种对立的描述电子方式，将它描述为波还是将它描述为粒子，并由此引入了波粒二象性理论。这一理论提出电子既具有波的属性，比如它可以发生衍射；又具有粒子的属性，比如它有质量。
而将电子以波函数描述的一个后果就是，从数学上无法同时给出一个电子的位置和動量，即维尔纳·海森堡于1927年发表的不確定性原理。根據玻尔模型，电子具有简洁、并可以完全确定的轨道，這論點不兼容于不確定性原理，至此，玻尔模型迅速被新理論淘汰。原子的现代模型根据电子在某一位置出现的概率来描述一个原子内电子可能出现的位置。一个电子可以在距核任意距离的位置被发现，但取决于其所处能階，它会在一个特定的区域出现得特别频繁，这一位置称为它所处的轨域。不同轨域可能具有不同形状，例如球形、哑铃形或环形等等，但都以原子核为中心。

## 延伸阅读
- Bernard Pullman (1998) The Atom in the History of Human Thought, trans. by Axel Reisinger. Oxford Univ. Press.
- Eric Scerri (2007) The Periodic Table, Its Story and Its Significance, Oxford University Press, New York.
- Charles Adolphe Wurtz (1881) The Atomic Theory, D. Appleton and Company, New York.